# CafèTV24
CafèTV24 è un'emittente televisiva italiana, facente parte del gruppo Spotinvest Telcom.

## Storia
Il gruppo Spotinvest Telcom S.r.l. nasce nel 1982 come azienda di installazione di torri e sistemi per le telecomunicazioni. Dopo essersi cimentata nelle radio, nel 2011 crea CafèTV24, una televisione con programmi dedicati all'informazione, dirette dal territorio, rubriche, talk show.

## Sedi
- Padova, Viale della Navigazione interna 9
- Martignacco (UD), Via Antonio Bardelli 4, presso Centro Commerciale Città Fiera

## Programmi

### Attualmente in onda
- Casa Cafè
- Il tarlo condotto da Alberto Salmaso
- Cafè Sport condotto da Simone Fancescon
- Stammi Bene condotto da Nicoletta Rizzi
- Positiva Mente Talk Show condotto da Matteo Venturini
- Attualitalk condotto da Matteo Venturini
- Tutte in Campo condotto da Matteo Venturini
- L'angolo di Scapaccino
- Incontri
- Di tutto di più
- Extra

## Le radio del gruppo
Il gruppo oltre al canale televisivo, è editore tramite le aziende Radio Cafè della Radio Centrale S.r.l. e StereoCittà della Radio Centrale S.r.l., delle radio, Radio Cafè e StereoCittà. Di recente ha acquistato il marchio Radio Gemini One richiamando la stessa emittente radiofonica attiva nel padovano dagli anni Ottanta.
In passato erano editori anche delle radio, Radio Italia Anni 60 (fino al 2016 quando ha ceduto le frequenze a Radio Sportiva), Radio Genius (era stata sostituita da Radio Italia Anni 60), Radio Italia Uno e Nonsolomusica.